# ستيفن أوهالرون
ستيفن أوهالرون (بالإنجليزية: Stephen O'Halloran)‏، من مواليد 29 نوفمبر 1987 في كوبه في إيرلندا، لاعب كرة قدم إيرلندي.
بدأ مسيرته الكروية مع نادي أستون فيلا الإنجليزي في عام 2006، وفي موسم 2006/2007 أعير إلى نادي ويكومب واندرز الإنجليزي.

## روابط خارجية
- ستيفن أوهالرون على موقع قاعدة بيانات كرة القدم.إي يو (الإنجليزية)
- ستيفن أوهالرون على موقع Soccerbase.com (لاعب) (الإنجليزية)
- ستيفن أوهالرون على موقع Soccerway.com (الإنجليزية)
- ستيفن أوهالرون على موقع كووورة